# Постовалова
Постова́лова (рос. Постовалова) — присілок у складі Юргамиського району Курганської області, Росія. Входить до складу Кислянської сільської ради.
Населення — 180 осіб (2010, 195 у 2002).